# Non son degno di te
Non son degno di te è un film del 1965 diretto da Ettore Maria Fizzarotti che si ispira all'omonima canzone di Gianni Morandi, il quale è anche interprete del personaggio protagonista.
Realizzato fra In ginocchio da te e Se non avessi più te costituisce l'elemento centrale di una trilogia che prosegue la stessa narrazione.
Il film presenta un curioso flashback sul precedente film.

## Trama
Gianni Traimonti sta continuando il suo servizio militare a Napoli, proseguendo la sua storia d'amore con Carla; i due giovani organizzano la festa per il fidanzamento, a cui partecipano tutti i loro amici, e durante la festa Giorgio, commilitone di Gianni, conosce la ragazza e si innamora.
Tramite le sue amicizie, riesce a far promuovere il maresciallo Todisco (il papà di Carla); nel frattempo Gianni viene chiamato a Roma dall'RCA Italiana per incidere un disco, e si reca in città con la fidanzata, che però la sera ritorna in treno a Napoli.
Alla stazione però la ragazza trova ad aspettarla Giorgio, che la accompagna in macchina a casa, e che da quel momento ogni giorno le fa arrivare a casa un'orchidea.
Un giorno Giorgio si dichiara, ma Carla gli dice che è innamorata di Gianni: il ragazzo, vedendo arrivare Gianni (che, insospettito, ha seguito la ragazza), le chiede un bacio di addio, che Carla gli concede. Gianni li vede, e come Giorgio sperava, equivoca e decide di troncare con lei.
Carla scrive a Gianni, ma Giorgio nasconde le lettere al momento dell'arrivo in caserma: solo dopo aver parlato con Todisco, Giorgio, pentito per essere stato la causa della rottura tra i due innamorati, decide di farle arrivare a Gianni che, lette le spiegazioni della ragazza, comincia a pensare di aver sbagliato.
Si reca da Carla, e le canta Non son degno di te, mentre lei ascolta da dietro la finestra e scende poi, al termine del brano, per strada: i due giovani si baciano e il loro amore rinasce.

## Canzoni
Queste le canzoni presenti nel film in ordine di esecuzione, tutte eseguite da Morandi:
- La mia mania (testo di Carlo Rossi; musica di Ennio Morricone)
- Ave Maria (musica di Franz Schubert)
- In ginocchio da te (testo di Franco Migliacci; musica di Bruno Zambrini)
- Il primo whisky (testo di Luciano Beretta e Marcello Marchesi; musica di Mario Bertolazzi)
- 24 ore al giorno (testo di Carlo Rossi; musica di Isabetta)
- Per una notte no (testo di Franco Migliacci; musica di Armando Trovajoli)
- La mia ragazza (testo di Franco Migliacci; musica di Gianni Meccia ed Enrico Polito)
- È colpa mia  (testo di Camucia; musica di Linda Gertz)
- Chissà cosa farà (testo di Franco Migliacci e Gianni Meccia; musica di Gianni Meccia)
- Non son degno di te (testo di Franco Migliacci; musica di Bruno Zambrini)